# Vittore Trincavelli
Vittore Trincavelli, noto anche come Vettore Trincavello e latinizzato come Victor Trincavellius (Venezia, 23 febbraio 1489 – Venezia, 21 agosto 1563), è stato un medico, filosofo e grecista italiano della Repubblica veneta.
Eminente medico, è noto soprattutto come curatore di alcune delle prime edizioni dei classici greci.

## Biografia
Vittore Trincavelli nacque nel 1489 a Venezia, figlio di Bernardo e di Orsa Moro. Iniziò i suoi studi di medicina all'Università di Padova e in seguito si trasferì in quella di Bologna, dove si distinse a tal punto per la sua conoscenza del greco antico che i professori lo consultavano frequentemente su passaggi difficili ed era onorato con il nome di "erudito greco". Dopo essere rimasto sette anni a Bologna, tornò a Padova e poi all'Università di Venezia, dove fu nominato successore di Sebastiano Foscarini alla cattedra di filosofia. Non è noto in quale delle tre città avesse conseguito il dottorato in medicina. Nel 1523 si iscrisse al collegio veneziano dei medici fisici, divenendone ben presto uno dei membri più importanti; si distinse anche per avere curato l'epidemia nell'isola di Murano.
Divideva il proprio tempo tra le sue lezioni, gli studi privati e la pratica come medico; quest'ultima era così vasta da fargli guadagnare annualmente circa tremila corone d'oro. Nel 1551 fu nominato successore di Giovanni Battista Monte alla cattedra di medicina a Padova: scambiò quindi i profitti della sua pratica con uno stipendio di 950 scudi, che il senato in seguito aumentò a 1600. Mentre era docente a Padova, fu il primo a tenere conferenze su Ippocrate nella lingua originale. Sostenitore della medicina greca antica, la sua perfetta padronanza della lingua greca gli consenti di "rivoluzionare l'insegnamento padovano portando i suoi contemporanei allo studio del Maestro di Coo".
A causa delle incipienti infermità, negli ultimi anni della sua vita si dimise dal suo incarico e tornò a Venezia, dove morì a 74 anni nel 1563 nella sua casa di campo dei Santi, venendo sepolto nella chiesa dei Crociferi.

## Opere

### Medicina
I suoi scritti medici, la maggior parte dei quali erano stati pubblicati separatamente, furono stampati insieme in due volumi a Leida nel 1586 e nel 1592 e a Venezia nel 1599.

### Curatele
Fu curatore delle seguenti prime edizioni, pubblicate a Venezia:
- Temistii Orationes, 1534.
- Joannes Grammaticus Philoponus, 1534.
- Epicteti Enchiridion, 1535.
- Esiodo, 1536. La scolia e il testo di questa edizione hanno costituito la base di molte edizioni successive.

Trincavelli pubblicò anche edizioni di Stobeo e di altri scrittori greci.